# Mariana Gross
Mariana Pinheiro Gross (Rio de Janeiro, 6 de abril de 1979) é uma jornalista e apresentadora de televisão brasileira.

## Biografia

### Carreira
Formou-se em Jornalismo na UniverCidade. Começou a carreira estagiando na CBN. Em 2000, enfrentou o seu primeiro grande desafio profissional: O sequestro do ônibus 174. Da sua primeira experiência na profissão, ela carrega uma entrevista em um bar com o ex-presidente Fidel Castro.
Na televisão, estreou na Rede Globo. Em 2001 fez reportagens para o RJTV, Jornal da Globo, Jornal Hoje, Bom Dia Brasil e Jornal Nacional. Apresentava o Radar RJ, exibido dentro do Bom Dia Rio, fez parte do rodízio de apresentadores do RJTV e eventualmente, o Bom Dia Rio.
Em 2013, ao lado do jornalista Alex Escobar, foi responsável por narrar a transmissão dos desfiles da Série A (antigo Grupo de Acesso), no carnaval do Rio de Janeiro.
Em 30 de setembro de 2013, com a ida de Ana Paula Araújo para o Bom Dia Brasil, Mariana foi efetivada como apresentadora do RJTV primeira edição.
Em 16 de julho de 2018, estreia como apresentadora eventual do Bom Dia Brasil.
No dia 02 de novembro de 2019, como comemoração aos 50 anos do telejornal, estreia na bancada do Jornal Nacional, representando o Rio de Janeiro, no qual divide a bancada com Marcelo Magno, do Piauí.
Em 30 de janeiro de 2022, estreia no Fantástico, substituindo Maju Coutinho, diagnosticada com covid-19.

### Trabalhos
| Período       | Título          | Nota                              | Emissora                |
| ------------- | --------------- | --------------------------------- | ----------------------- |
| 2011-2013     | RJTV            | Repórter e apresentadora eventual | TV Globo Rio de Janeiro |
| 2011-2013     | Bom Dia Rio     | Repórter e apresentadora eventual | TV Globo Rio de Janeiro |
| 2012-2024     | Brasil TV       | Apresentadora eventual            | TV Globo (parabólica)   |
| 2013          | Radar RJ        | Apresentadora                     | TV Globo Rio de Janeiro |
| 2013-presente | Globeleza       | Apresentadora                     | TV Globo                |
| 2013-presente | RJTV 1ª Edição  | Apresentadora                     | TV Globo Rio de Janeiro |
| 2018-presente | Bom Dia Brasil  | Apresentadora eventual            | TV Globo                |
| 2019-presente | Jornal Nacional | Apresentadora eventual            | TV Globo                |

### Vida pessoal
É torcedora do Flamengo. É casada com economista Guilherme Schiller, com quem tem um filho chamado Antônio, nascido em 2015.